# Power metal
Power metal este un subgen al muzicii heavy metal, ce combină caracteristici de metal tradițional cu speed metal, adesea în context simfonic. În general, power metal este caracterizat de un sunet mai crescător, în contrast cu greutatea și disonanța prevalentă în stiluri ca doom metal și death metal. Formațiile power metal uzual au piese asemănătoare cu imnuri cu subiecte pe bază de fantezie și refrene puternice, creând astfel un sunet teatral, dramatic și "puternic" emoțional. Termenul a fost pentru prima dată utilizat la mijlocul anilor ′80 și se referă la două stiluri diferite, dar înrudite: primul a fost pionierat și practicat în mare parte în America de Nord cu un sunet greu asemănător cu speed metal, și ulterior un stil mai răspândit și popular în Europa (în special Germania, Finlanda, Italia și Scandinavia), America Latină (Argentina, Brazilia) și Japonia, cu un sunet mai melodic, mai ușor și cu utilizare frecventă a clapelor.

## Origini

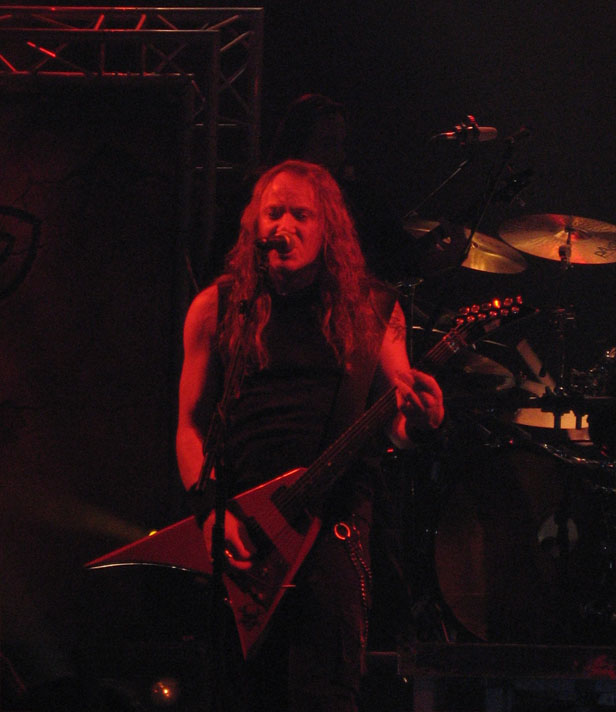
Kai Hansen de la Gamma Ray la un show în Barcelona. Hansen este considerat "nașul power metal-ului."

Antropologul Sam Dunn a trasat originile power metal-ului la sfârșitul anilor 1970, când terenul pentru stilul liric de power metal a fost creat de către Ronnie James Dio. Versurile orientate spre fantezie scrise de el pentru Rainbow, concentrate în jurul tematicilor medievale, de renaștere, folk și science fiction, au influențat direct formațiile moderne de power metal. Este de menționat faptul că piesele "Stargazer" și "Kill the King", de pe albumul din 1976  Rising și 1978 Long Live Rock 'n' Roll respectiv, ar putea fi printre cele mai timpurii exemple de power metal. În seriile sale documentare din 2011 metal Evolution, Dunn explică cum Rob Halford de la Judas Priest a creat un model pentru vocalul specific power metal. Cântarea sa aproape pițigăiată a devenit una dintre principalele caracteristici ale power metal. O altă formație britanică, Iron Maiden, a adus sensibilitate epică și melodică metalului, creând o muzică imnică, o abordare adoptată pe larg de muzicienii moderni de power metal. Apariția scenei germane timpurii de power metal a fost făcut posibilă în special de către formațiile Scorpions și Accept. Chitaristul suedez Yngwie Malmsteen a avut un impact semnificativ asupra multor viitori chitariști de power metal, cu stilul său neo-classic precis și rapid. Versurile mitologice despre săbii și vrăjitorii ale formației americane Manowar influențat numeroase formații power metal. În 1987 Helloween lansează al doilea lor album, Keeper of the Seven Keys, Pt. 1, citat de Allmusic ca "o înregistrare de reper care rămâne, fără îndoială, cel mai influent album de power metal album până în prezent. Combinația sa volatilă de putere și melodie va inspira o întreagă generație de trupe de metal".

## Caracteristici
Power metal-ul, în forma lui obișnuită, constă în piese rapide cu accent pe melodicitate, deseori bazate pe clape. Vocea este melodică și de obicei cu intensitate înaltă, și folosirea pedalei duble este practic obligatorie. Ca stil, power metal tinde să folosească chitară ca un instrument melodic decât ca unul ritmic, deși există excepții. Tematicile versurilor sunt în majoritate bazate pe fantezie.
Power metal-ul este aproape în exclusivitate european, și toate trupele mari sunt dintr-o regiune a Europei. Power metal`ul modern datorează o tonă inovatorilor ca Gamma Ray, HammerFall, Blind Guardian și Edguy. Fiecare țară are varianta proprie de Power metal  precum:
Germania: Power metal`ul teutonic este de obicei mai agresiv și mai puțin bazat pe clape decât celelalte varietăți, și are mai multe în comun cu Heavy metal`ul. Running Wild, Wizard și Steel Attack sunt exemple de acest gen de metal. Evident că sunt combinații de Heavy metal, trupe de Tradițional metal care tind spre power metal.

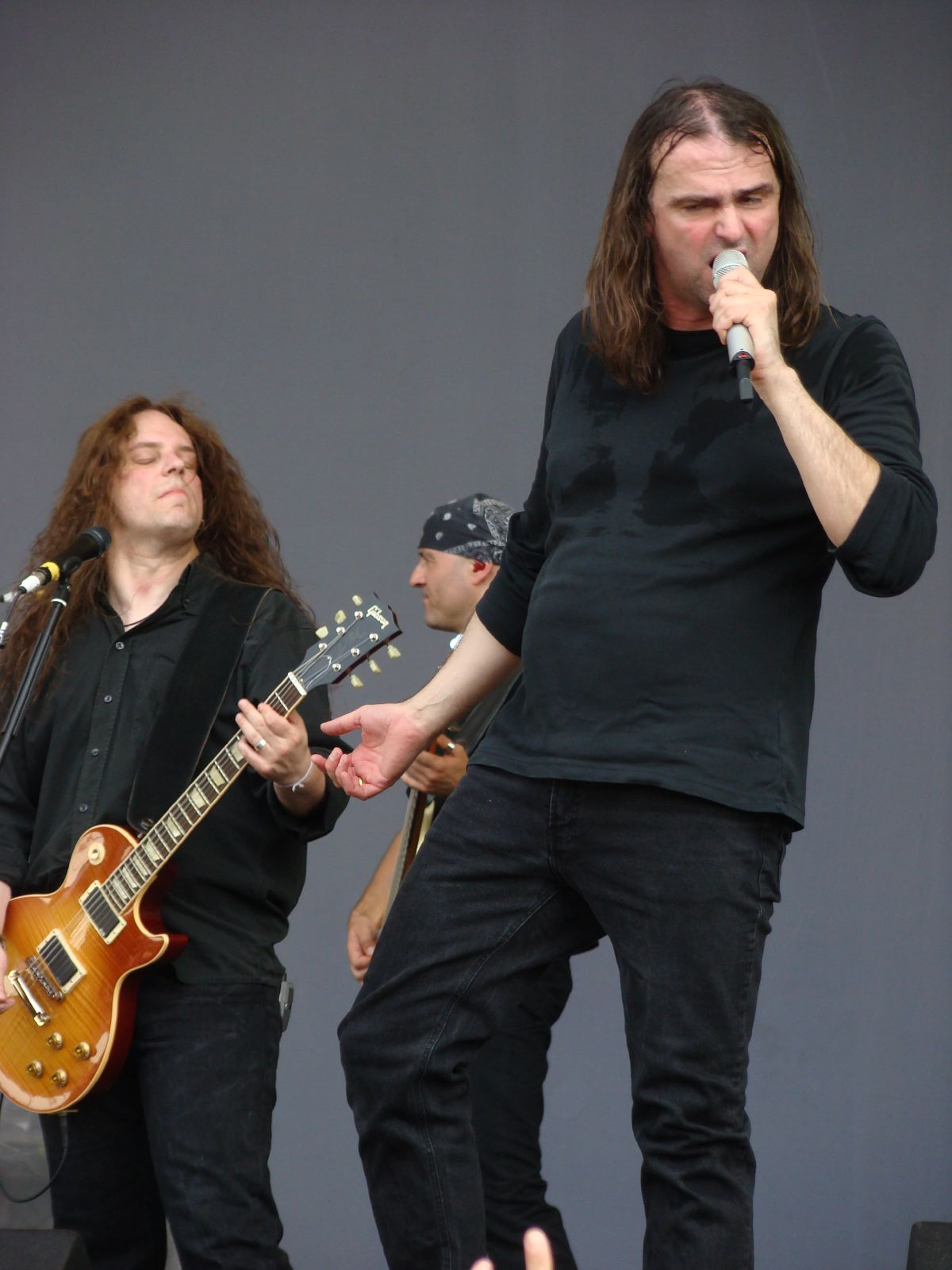
Blind Guardian, una din figurile cheie ale power metalului european

Italia: Una dintre cele mai prospere școli. Power metal`ul italian (de cele mai multe ori simfonic, caracterizat drept foarte "baroc") are în comun câteva caracteristici: melodic, deseori clasic sau cu o tentă progresivă în scrierea pieselor, versuri foarte mult bazate pe fantastic, voce cu intensitate foarte înaltă și obsesie pentru viteză, viteză, viteză. Aceasta scenă a explodat la sfârșitul anilor `90 și sunt destul de multe trupe de gen active. Demne de observat sunt Rhapsody of Fire,Derdian, Thy Majestie, Labyrinth și Domine.
Suedia: Un fel de amestec din celelalte două menționate anterior. Power metal`ul suedez este în general mai "crocant" și mai puțin obsedat de viteză ca cel italian, dar nu așa de agresiv ca cel german. Metal`ul suedez adeseori are un sound mai "lucios". Reprezentanții lui sunt Cryonic Temple, HammerFall, Lost Horizon și Sabaton.
Japonia: power metalul japonez este caracterizat ca fiind rapid, plin de viață, rapid, melodic având influențe din partea progressive metal-ului și a altor genuri. Vocile soliștilor japonezi dau o savoare particulară pieselor, având un timbru diferit de cel occidental. Printre cele mai bune exemple ale acestui tip de metal sunt trupele Galneryus și Lovebites.
Brazilia: este un gen care, în mod ciudat nu pare a fi o combinație a celor de mai sus, acesta este plin de viteză, în ciuda acestului lucru uneori este mai mult melodic, ajungând să fie chiar lent, apropiindu-se de accente simfonice în unele cazuri.
Evident că sunt și alte trupe devotate Power metal`ului din multe alte țări decât acestea, dar aceste 3 stiluri sunt modurile predominante de power metal pe care trupele din ziua de azi le urmează. Sunt și trupe care amestecă elemente din alte stiluri, făcând hibrizi cu Thrash, Death, Doom metal, pentru a obține sound-uri noi. Folosirea clapei sau a efectelor orchestrale pentru a obține un efect simfonic este o modă demnă de observat de când succesul unor trupe ca Rhapsody Of Fire, Dark Moor și Nightwish. Unele formații power metal care au stilul mult mai rapid (DragonForce, Wizard, Cryonic Temple) sunt câteodată considerate speed metal, deși termenul avea alt înțeles acum vreo 15-20 de ani. (Thrash metal mai era numit și Speed metal)
Inovatori: Helloween, Gamma Ray, Blind Guardian.
Alte trupe care merită să fie luate în considerare: Edguy, White Skull, Dark Moor, Dragonforce, Angus, Kamelot, Lost Horizon, Angel Dust, Nocturnal Rites, Cryonic Temple, Human Fortress, Dragonland, Rhapsody, Athena, Domine, Sonata Arctica, Stratovarius, Kotipelto, Altaria, Angel Dust, Rawhead Rexx, etc.